# Тоидзе, Вера Самсоновна
Вера Самсоновна Тоидзе (1915 года, село Шрома, Озургетский уезд, Кутаисская губерния, Российская империя — неизвестно, село Шрома, Махарадзевский район, Грузинская ССР) — колхозница колхоза имени Орджоникидзе Махарадзевского района, Грузинская ССР. Герой Социалистического Труда (1951).

## Биография
Родилась в 1915 году в крестьянской семье в селе Шрома Озургетского уезда. После получения начального образования трудилась в сельском хозяйстве. Во время коллективизации вступила в колхоз имени имени Орджоникидзе Махарадзевского района, которым с 1938 года руководил Михаил Филиппович Орагвелидзе.
В 1950 году собрала 6062 килограмма сортового зелёного чайного листа на участке площадью 0,5 гектара. Указом Президиума Верховного Совета СССР от 23 июля 1951 года удостоена звания Героя Социалистического Труда за «получение в 1950 году высоких урожаев сортового зелёного чайного листа» с вручением ордена Ленина и золотой медали «Серп и Молот» (№ 6106).
Этим же Указом званием Героя Социалистического Труда были награждены четыре труженицы колхоза имени Орджоникидзе (в том числе Лео Еквтимовна Гагуа, Циала Георгиевна Кизирия и Александра Соломоновна Кубусидзе).
После выхода на пенсию проживала в родном селе Шрома Махарадзевского района (сегодня — Озургетский муниципалитет). Дата смерти не установлена.